# Trường đại sứ Quốc tế
Trường đại sứ Quốc tế (tiếng Ba Lan: Szkoła Międzynarodowa)  là một trường quốc tế tại Krakow, Ba Lan, đào tạo trình độ A. Nó phục vụ độ tuổi từ 3 đến 18/19.
Trường đại sứ Quốc tế cung cấp trải nghiệm giáo dục cho cộng đồng quốc tế và người dân địa phương ở mọi lứa tuổi, từ 3 đến 19, từ cấp độ Mẫu giáo đến hết kỳ thi trung học (trình độ A).

Triết lý giảng dạy của họ dựa trên cam kết để dạy học sinh thông qua hình thức siêu nhận thức và nhận ra tầm quan trọng của khoa học não bộ đối với việc dạy và học. Được áp dụng trong triết lý này là các nguyên tắc của Thuyết đa trí tuệ (Howard Gardner 1983), tạo điều kiện và truyền cảm hứng học tập cho tất cả học sinh và những người trẻ tuổi. Thông qua cách tiếp cận dựa trên yêu cầu, học sinh của họ phát triển sự tò mò tự nhiên đối với việc học và đối với thế giới bên ngoài lớp học.
Chúng tôi tin rằng triết lý giáo dục của chúng tôi tạo ra niềm yêu thích học tập, nó thách thức học sinh phát triển trí tuệ và tính cách độc đáo của chúng, nó cho phép chúng tôi thực sự biết kiến thức của người học và nó cho chúng tôi khả năng giải quyết nhu cầu cá nhân của họ.

Là trường trẻ nhất trong ba trường quốc tế tại Krakow, Trường học đại sứ quốc tế đã tạo dựng được danh tiếng xuất sắc trong học tập, thể thao và hoạt động xã hội. Do có nhiều lợi thế để "bắt đầu lại", đã có sự nhấn mạnh cao trong việc xây dựng một cộng đồng những người có cùng chí hướng và trang bị cho học sinh của họ trở thành những nhà lãnh đạo tương lai. Ngoài ra còn có một tinh thần tiên phong thực sự có thể được cảm nhận trong cơ thể phụ huynh cũng như bản thân học sinh và tất nhiên là đội ngũ nhân viên, mang lại nhiều năm giảng dạy và kinh nghiệm thực tế tại hơn 30 quốc gia.
Học sinh ở đây chủ yếu từ cộng đồng người nước ngoài cũng như cộng đồng địa phương và đại diện cho hơn 25 quốc tịch.